# 29. Goya-gála
A 29. Goya-gála során a 2014-ben bemutatott spanyol filmeket értékelték. A jelölteket az Academy of Cinematographic Arts and Sciences of Spain választotta ki. A madridi Marriott Auditorium Hotelben tartott ceremóniát a Televisión Española közvetítette 2015. február 7-én. A műsor házigazdája Dani Rovira volt. A jelöltek listáját 2015. január 7-én hozták nyilvánosságra. A gála során Antonio Banderas kapta meg a tiszteletbeli Goya-díjat.

## Győztesek és jelöltek
A nyertesek félkövérrel jelölve.

### Fő díjak
| Legjobb film | Legjobb rendező |
| --- | --- |
| - Mocsárvidék - El Nino – A kölyök - Loreak - Eszeveszett mesék - Magical Girl | - Alberto Rodríguez – Mocsárvidék - Daniel Monzón – El Nino – A kölyök - Carlos Vermut – Magical Girl - Damián Szifrón – Eszeveszett mesék |
| Legjobb férfi főszereplő | Legjobb női főszereplő |
| - Javier Gutiérrez – Mocsárvidék - Raúl Arévalo – Mocsárvidék - Ricardo Darín – Eszeveszett mesék - Luis Bermejo – Magical Girl                                                    | - Bárbara Lennie – Magical Girl - María León – Marsella - Macarena Gómez – Musarañas - Elena Anaya – Todos están muertos |
| Legjobb férfi mellékszereplő | Legjobb női mellékszereplő |
| - Karra Elejalde – Spanyol affér - Eduard Fernández – El Nino – A kölyök - Antonio de la Torre – Mocsárvidék - José Sacristán – Magical Girl                                       | - Carmen Machi – Spanyol affér - Mercedes León – Mocsárvidék - Bárbara Lennie – El Nino – A kölyök - Goya Toledo – Marsella |
| Legjobb új színész | Legjobb új színésznő |
| - Dani Rovira – Spanyol affér - David Verdaguer – 10,000 km - Jesús Castro – El Nino – A kölyök - Israel Elejalde – Magical Girl                                                   | - Nerea Barros – Mocsárvidék - Natalia Tena – 10,000 km - Yolanda Ramos – Carmina y amén. - Ingrid García Jonsson – Hermosa juventud |
| Legjobb eredeti forgatókönyv | Legjobb adaptált forgatókönyv |
| - Mocsárvidék – Alberto Rodríguez, Rafael Cobos - El Nino – A kölyök – Daniel Monzón, Jorge Guerricaechevarría - Magical Girl – Carlos Vermut - Eszeveszett mesék – Damián Szifrón | - Mortadelo y Filemón contra Jimmy el Cachondo – Javier Fesser, Claro García, Cristóbal Ruiz - A esmorga – Ignacio Vilar, Carlos Asorey - Anochece en la India – Chema Rodríguez, Pablo Burgués, David Planell - Rastres de sàndal – Anna Soler-Pont |
| Legjobb iberoamerikai film | Legjobb európai film |
| - Eszeveszett mesék – Argentína/Spanyolország - Mr. Kaplan – Uruguay - Magatartás – Kuba - La distancia más larga – Venezuela/Spanyolország                                        | - Ida – Lengyelország/Dánia - A föld sója – Franciaország/Brazília - A százéves ember, aki kimászott az ablakon és eltűnt – Svédország - Bazi nagy francia lagzik – Franciaország                                                                    |
| Legjobb új rendező | Legjobb animációs film |
| - Carlos Marqués-Marcet – 10,000 km - Juanfer Andrés, Esteban Roel – Musarañas - Curro Sánchez Varela – Paco de Lucía: la búsqueda - Beatriz Sanchís – Todos están muertos         | - Mortadelo y Filemón contra Jimmy el Cachondo - Dixie y La Rebelión Zombie - La Tropa de Trapo en la Selva del Arco Iris |

### Egyéb díjak
| Legjobb operatőr | Legjobb vágás |
| --- | --- |
| - Mocsárvidék – Alex Catalán - Automata – Alejandro Martínez - Spanyol affér – Kalo Berridi - El Nino – A kölyök – Carles Gusi | - Mocsárvidék – José M.G. Moyano - El Nino – A kölyök – Mapa Pastor - Paco de Lucía: la búsqueda – José M.G. Moyano, Darío García - Eszeveszett mesék – Pablo Barbieri, Damián Szifrón |
| Legjobb látványtervezés | Legjobb gyártásvezető |
| - Mocsárvidék – Pepe Domínguez - Automata – Patrick Salvador - El Nino – A kölyök – Antón Laguna - Mortadelo y Filemón contra Jimmy el Cachondo – Víctor Monigote                                                                                          | - El Nino – A kölyök – Edmon Roch, Toni Novella - Mocsárvidék – Manuela Ocón - Eszeveszett mesék – Esther García - Mortadelo y Filemón contra Jimmy el Cachondo – Luis Fernández Lago, Julián Larrauri |
| Legjobb hang | Legjobb vizuális effektusok |
| - El Nino – A kölyök – Sergio Bürmann, Marc Orts, Oriol Tarragó - Automata – Gabriel Gutiérrez - Mocsárvidék – Daniel de Zayas, Nacho Royo-Villanova, Pelayo Gutiérrez - Mortadelo y Filemón contra Jimmy el Cachondo – Nicolás de Poulpiquet, James Muñoz | - El Nino – A kölyök – Raúl Romanillos, Guillermo Orbe - Mocsárvidék – Pedro Moreno, Juan Ventura - Torrente 5. – A kezdő tizenegy – Antonio Molina, Ferrán Piquer - Open Windows – Raúl Romanillos, David Heras |
| Legjobb jelmeztervezés | Legjobb smink |
| - Mocsárvidék – Fernando García - Automata – Armaveni Stoyanova - El Nino – A kölyök – Tatiana Hernández - Por un puñado de besos – Cristina Rodríguez | - Musarañas – José Quetglas, Carmen Veinat - El Nino – A kölyök – Raquel Fidalgo, David Martí, Noé Montes - Mocsárvidék – Yolanda Piña - Eszeveszett mesék – Marisa Amenta, Néstor Burgos |
| Legjobb eredeti filmzene | Legjobb eredeti dal |
| - Mocsárvidék – Julio de la Rosa - El Nino – A kölyök – Roque Baños - Loreak – Pascal Gaigne - Eszeveszett mesék – Gustavo Santaolalla | - "Niño Sin Miedo" (India Martínez, Riki Rivera, David Santisteban) – El Nino – A kölyök - "Me Ducho en tus Besos" (Fernando Merinero, Luis Ivars, Raúl Marín) – Haz de tu Vida una Obra de Arte - "No Te Marches Jamás" (Fernando Velázquez) – Spanyol affér - "Morta y File" (Rafael Arnau) – Mortadelo y Filemón contra Jimmy el Cachondo |
| Legjobb rövidfilm | Legjobb animációs rövidfilm |
| - Café para llevar - Loco con ballesta - Trato preferente - Safari - Todo un tuturo juntos | - Juan y la nube - A Lifestory - El señor del abrigo interminable - Sangre de unicornio - A Lonely Sun Story |
| Legjobb dokumentumfilm | Legjobb rövid dokumentumfilm |
| - Paco de Lucía: la búsqueda - Nacido en Gaza - Edificio España - El último adiós a Bette Davis | - Walls - El domador de peixos - El último abrazo - La máquina de los rusos |

## Fordítás
- Ez a szócikk részben vagy egészben  a(z)   29th Goya Awards című angol Wikipédia-szócikk fordításán alapul.  Az eredeti cikk szerkesztőit annak laptörténete sorolja fel. Ez a jelzés csupán a megfogalmazás eredetét és a szerzői jogokat jelzi, nem szolgál a cikkben szereplő információk forrásmegjelöléseként.